# Tangled Hearts (film 1916 De Grasse)
Tangled Hearts è un film muto del 1916 diretto da Joseph De Grasse.

## Trama
Montgomery Seaton, invece che occuparsi della sua situazione matrimoniale sembra molto più interessato alle faccende che riguardano i suoi amici. Una di questi è la signora Hammond, una sua ex innamorata che, quando era giovane, aveva avuto una relazione con un altro, rimanendone incinta.
La bambina che era nata era stata affidata a una tata che, per tutti quegli anni, l'aveva cresciuta e allevata. Ma la donna adesso è morta e la signora Hammond cerca di trovare una soluzione alternativa per la figlia. Convince così Seaton a dichiararsi il padre della piccola, che sarebbe nata al di fuori del suo matrimonio. Ma Hammond, suo marito, trova una lettera che gli fa sospettare l'infedeltà della moglie che crede coinvolta con Seaton. Geloso, finisce per sparare al supposto rivale colpendo invece di striscio la moglie. Sul luogo giunge anche la consorte di Seaton, gelosa pure lei: la signora Hammond deve allora ammettere di essere lei la madre della ragazza risolvendo così la situazione.

## Produzione
Il film fu prodotto dalla Bluebird Photoplays Inc. (Universal Film Manufacturing Company)

## Distribuzione
Distribuito dalla Bluebird Photoplays Inc. (Universal Film Manufacturing Company), il film uscì nelle sale cinematografiche USA il 2 aprile 1916.
Il film viene considerato presumibilmente perduto. Un frammento di un paio di minuti - un positivo in 35 mm in nitrato - viene conservato in una collezione privata